# هيسيخيوس الملطي
هيسيخيوس الملطي (بالإغريقية: Ἡσύχιος ὁ Μιλήσιος) كان مؤرخ وكاتب سيرة يوناني، من عائلة إيلوستريوس، وهو ابن محامٍ عاش في القسطنطينية في القرن السادس الميلادي في عهد جستينيان الأول. تحتوي كتاباته على إشارات إلى الثقافة اليونانية الوثنية أكثر من المسيحية، إلا أن ديانته الحقيقية لا تزال موضع خلاف بين العلماء.
وبحسب فوتيوس فقد ألفَ 3 أعمال مهمة:
1. مُلخّصٌ للتاريخ العالمي من ستة كتب، وكتب تاريخ العالم من بيلوس، المؤسس المزعوم للإمبراطورية الآشورية، إلى أناستاسيوس الأول (توفي عام ٥١٨). حُفظ جزءٌ كبيرٌ من الكتاب السادس، وهو تاريخ بيزنطة منذ بداياتها الأولى حتى عهد قسطنطين العظيم.[2]
2. قاموس سيرة العلماء، مُرتّب حسب الطبقات (شعراء، فلاسفة)، وكانت مصادره الرئيسية أعمال إيليوس ديونيسيوس وفيلون الجبيلي. أدرج جزء كبير من هذا الكتاب في موسوعة سودا البيزنطية.
3. تاريخ حكم جستين الأول (518-527) والسنوات الأولى من حكم جستينيان الأول، لكن الكتاب ضاع تمامًا.

بينما نشر جيل ميناج كتابًا مجهول المصدر بعنوان "حياة أرسطو" والذي يُنسب غالبًا إلى هيسيكيوس، وذلك عام 1669.

## النقد
أشاد فوتيوس بأسلوب هيسيخيوس السردي، واعتبره مؤرخًا صادقًا.